# Cirrhencyrtus
Cirrhencyrtus is een geslacht van vliesvleugeligen uit de familie Encyrtidae. De wetenschappelijke naam van dit geslacht is voor het eerst geldig gepubliceerd in 1918 door Timberlake.

## Soorten
Het geslacht Cirrhencyrtus omvat de volgende soorten:
- Cirrhencyrtus aeoles Noyes, 2010
- Cirrhencyrtus bimaculatus (De Santis, 1939)
- Cirrhencyrtus catina Noyes, 2010
- Cirrhencyrtus cotta Noyes, 2010
- Cirrhencyrtus crespo Noyes, 2010
- Cirrhencyrtus diversicolor (Compere, 1939)
- Cirrhencyrtus ehrhorni (Timberlake, 1916)
- Cirrhencyrtus pertius Noyes, 2010
- Cirrhencyrtus repenix Noyes, 2010
- Cirrhencyrtus silvia Noyes, 2010